# Фріц Даргес
Фрідріх «Фріц» Віллі Йоахім Даргес (нім. Friedrich «Fritz» Willi Joachim Darges; 8 лютого 1913, Дісдорф — 25 жовтня 2009, Целле) — німецький офіцер, оберштурмбаннфюрер СС. Кавалер Лицарського хреста Залізного хреста. Ад'ютант Мартіна Бормана, а потім і Адольфа Гітлера.

## Біографія
Після закінчення школи в квітні 1933 році вступив у СС. У 1934 році почав навчання в юнкерській школі СС в Бад-Тельці.  У 1936 році став ад'ютантом рейхсляйтера Мартіна Бормана, в травні наступного року вступив у НСДАП.

### Друга світова війна
У жовтні 1939 вступив у війська СС як командир роти, учасник Французької кампанії. Після створення дивізії «Вікінг» приписаний до неї, брав участь в операції «Барбаросса». У березні 1943 року став особистим ад'ютантом Гітлера.

### Зняття з посади
18 липня 1944 року в ставці фюрера «Вольфшанце» відбувалася нарада, на якій був присутній Даргес; по кімнаті літала муха, кілька разів сіла на карти і на плече Гітлера. Роздратований фюрер наказав Даргесу розібратися з комахою, на що той відповів, що це турбота ад'ютанта від люфтваффе фон Белова. Даргес був відправлений на Східний фронт; інші версії пов'язують його відставку з іншою недоречною поведінкою (сміявся в той час, коли Гітлер дивився на карту), або з любовними стосунками з сестрою Єви Браун Ґретель, в той час чекала дитину від группенфюрера СС Германа Фегелейна.

### Знову на Східному фронті
У серпні 1944 року повернувся в дивізію «Вікінг», замінив штандартенфюрера СС Мюленкампа на посаді командира 5-го танкового полку.

### Після війни
Працював продавцем автомобілів. Перед смертю дав інтерв'ю, в якому назвав Гітлера «генієм» і заявив, що «служив йому і сьогодні вчинив би так само», готував до друку мемуари.

## Сім'я
16 травня 1944 року одружився з вдовою баронесою Ренатою фон Гадельн, уродженою баронесою фон Терманн. В 1947 році Рената розлучилась з чоловіком, який перебував у полоні. Згодом вона стала особистою секретаркою і економкою актора Курда Юрґенса.
В 1950 році Даргес вдруге одружився, з лікарем Геленою Зоннеманн — однією з небагатьох жінок, нагороджених Хрестом Воєнних заслуг 2-го класу з мечами.

## Звання
- Унтерштурмфюрер СС (квітень 1935)
- Оберштурмфюрер СС (вересень 1937)
- Гауптштурмфюрер СС (липень 1940)
- Штурмбаннфюрер СС
- Оберштурмбаннфюрер СС (січень 1944)

## Нагороди
- Почесна шпага рейхсфюрера СС
- Медаль «За вислугу років у СС» 4-го і 3-го ступеня (8 років)
- Залізний хрест
  - 2-го класу (15 липня 1940) — за заслуги під час Французької кампанії.
  - 1-го класу (19 серпня 1942)
- Медаль «За зимову кампанію на Сході 1941/42»
- Нагрудний знак «За танкову атаку»
  - в сріблі (8 вересня 1942)
  - 2-го ступеня «25» (16 жовтня 1944)
- Нагрудний знак «За поранення» в чорному
- Лицарський хрест Залізного хреста (5 квітня 1945) — за прорив ділянки лінії фронту, знищення ворожих артилерії і транспорту і за оборону відбитої ділянки вночі 4 січня, а також за знищення понад 30 радянських танків разом з іншою дивізійною бойовою групою.Герб Флотведеля

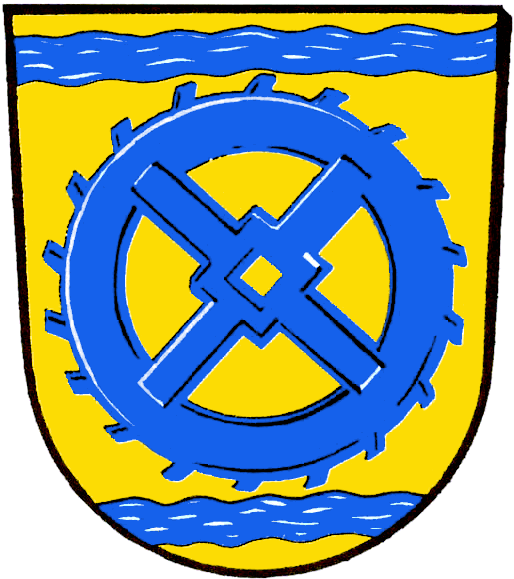
Герб Флотведеля

- Виготовлена з китайського срібла тарілка з гербом Флотведеля (один з районів Целле) за будівництво дитячого садку Німецького Червоного Хреста в Айклінгені (15 грудня 1976)